# 范德海登山
72°30′S 31°20′E / 72.500°S 31.333°E
范德海登山是南極洲的山峰，位於東部南極洲的毛德皇后地，海拔高度2,120米，屬於比利時山脈的一部分，該山峰在1957至1958年由比利時探險隊發現，現時受南極條約體系管理。